# Desertobia
Desertobia är ett släkte av fjärilar. Desertobia ingår i familjen mätare.
Kladogram enligt Catalogue of Life:
| Desertobia | \| \| Desertobia kozlovae \| \| \| \| \| \| Desertobia nocturna \| \| \| \| |
|            | \| \| Desertobia kozlovae \| \| \| \| \| \| Desertobia nocturna \| \| \| \| |
|            | Desertobia kozlovae                                                         |
|            |                                                                             |
|            | Desertobia nocturna                                                         |
|            |                                                                             |